# Nadškofija Maribor
Nadškofija Maribor je ena izmed šestih slovenskih škofij in ena izmed dveh slovenskih nadškofij. Njen sedež je v Stolnici svetega Janeza Krstnika v Mariboru. 
Skupaj s sufraganskima škofijama Celje in Murska Sobota tvori Metropolijo Maribor. 

Mariborski škof je Alojzij Cvikl. 

## Preoblikovanja škofije
Izšla je iz nekdanje Lavantinske škofije, ki je sprva obsegala območje v okolici Šentandraža v Labotski dolini (danes avstrijska Koroška), ob koncu 18. stoletja pa se je s preureditvijo škofijskih meja v notranjeavstijskih deželah razširila tudi na spodnji del Štajerske (savinjsko) v okolici Celja. Takratni lavantinski škof Anton Martin Slomšek je dosegel, da se je 4. septembra 1859 škofijski sedež prenesel v Maribor (ki je bil z okolico dotlej del Sekovske škofije) in je v stolnico povzdignil dotedanjo župnijsko cerkev svetega Janeza Krstnika.
5. marca 1962 je bila Lavantinska škofija preimenovana v Mariborsko-lavantinsko škofijo in bila razdeljena na 290 župnij, 7. aprila 2006 pa je bila povišana v nadškofijo in metropolijo, obenem pa je dokončno izgubila zgodovinsko ime »lavantinska«.

## Zgodovina
V času jožefinskih reform za časa cesarja Jožefa II. sta bili lavantinski škofiji priključeni župniji v Velikovcu (1786) in v Celju (1789), vse župnije severno od Drave pa so pripadle Sekovski škofiji. Da bi lahko škof bolje upravljal zelo obsežno škofijo, so bile leta 1859 koroške župnije prenesene pod upravo Krške škofije, v zameno zato pa so lavantinski škofiji pripadle župnije v Mariboru in njegovi okolici. Po teh spremembah je škofu Antonu Martinu Slomšku uspelo doseči, da se je lavantinski škofijski sedež prestavil v Maribor.
Po prvi svetovni vojni je Lavantinsko škofijo Sveti sedež, zaradi spremenjenih državno-ozemeljskih razmer, razpada Avstro-Ogrske monarhije in ustanovitve Kraljevine Srbov, Hrvatov in Slovencev (kasnejše Jugoslavije), 1. maja 1924 izvzel iz salzburške metropolije in jo neposredno podredil sebi. S tem se je končalo obdobje med letoma 1446 in 1923, ko je salzburški nadškof imenoval in posvetil vsakokratnega lavantinskega škofa, ta pa je smel nositi cesarsko-kraljevi naziv »knezoškof«. Andrej Karlin je ob imenovanju 6. junija 1923 tako postal prvi škof, ki ga je neposredno imenoval Sveti sedež. Istega leta so bile škofiji priključene tiste župnije Krške, Sekovske in Somboteljske škofije, ki so po novi državni razmejitvi ostale v kraljevini SHS.
5. marca 1962 je Sveti sedež lavantinsko škofijo (latinsko Dioecesis Lavantina) preimenoval v Mariborsko-lavantinsko škofijo, v njeno ozemlje pa so bile 1964 tudi uradno vključene župnije, predvsem na Koroškem in v Prekmurju, ki so bile od leta 1923 samo pod upravo mariborskega škofa. 22. novembra 1968 je bila mariborsko-lavantinska škofija kot sufraganska postavljena pod upravo Ljubljanske metropolije. Leta 1994 je pod upravo mariborskega škofa prišlo tudi slovensko ozemlje župnije Razkrižje (ki je spadalo v Zagrebško nadškofijo).
7. aprila 2006 je papež Benedikt XVI. z apostolsko konstitucijo Sacrorum Antistites ustanovil Mariborsko cerkveno pokrajino in mariborsko škofijo povzdignil v nadškofijo s sedežem metropolita. Ob tem sta bili na njenem dotedanjem ozemlju na novo ustanovljeni škofiji v Celju in Murski Soboti, ki odtlej kot njena sufragana spadata v Mariborsko metropolijo.

### Gospodarske težave v času svetovne gospodarske krize
Konec leta 2007 se je izvedelo, da je nadškofija opravljala visokotvegane gospodarske dejavnosti. Vse je izbilo na dan, ko je škofija uradno zaprosila vatikanski Inštitut za verske dejavnosti (Vatikanska banka) za dva kredita v višini po pet milijonov evrov. Takoj zatem je apostolski nuncij v Sloveniji zaprosil Vatikan za pomoč, ta pa je z namenom pregleda stanja v Maribor poslal bilančnega strokovnjaka Gianluco Pirredda kot apostolskega vizitatorja.
Januarja 2008 je nadškofija odprodala večinski delež v telekomunikacijskem podjetju T-2, ker je to med drugimi ponujalo tudi televizijske programe s pornografskimi vsebinami. Prav tako so bile odkrite nepravilnosti in nezakonito ravnanje nekaterih odgovornih oseb pri projektu prenove dela nekdanjega nadškofijskega dvorca Betnava (vrniti je bilo potrebno nekaj manj kot 1,8 milijona neupravičeno pridobljenih evropskih sredstev zaradi izdaje lažnih gradbenih situacij in poneverjenih gradbenih knjig). V zvezi s tem so bile opravljene policijske preiskave in zaseženo dokazno gradivo zaradi suma kaznivega dejanju poslovne goljufije, vsa zadeva pa je končala na sodišču, z izrečenimi sodbami nekaterim obtoženim.    
Leta 2011 je v javnost prišla novica o insolventnosti dveh investicijskih družb Zvon Ena Holding in Zvon Dva Holding, katerih je bila večinski lastnik nadškofija.
Kasnejši mariborski nadškof Alojzij Cvikl je novembra 2010 sprejel naloge začasnega ekonoma Nadškofije Maribor in se je trudil z upniki nadškofije skleniti sporazum, do česar je 3. marca 2015 tudi prišlo. Takoj zatem, 14. marca, je bil imenovan za novega nadškofa, s čimer je obenem prejel tudi vsa pooblastila za nadaljevanje finančne sanacije nadškofije.

## Nadškofija danes
Nadškofija Maribor ima dva sufraganski škofiji,  skupaj s škofijama v Celju in Murski Soboti tvori Mariborsko cerkveno pokrajino ali metropolijo. Z odcepitvijo celjske in murskosoboške škofije se je število župnij zmanjšalo na 143. 
Prvi mariborski nadškof metropolit je bil dr. Franc Kramberger (2006-2011). Po njegovem odstopu je papež Benedikt XVI. 3. februarja 2011 za nadškofa imenoval dotedanjega nadškofa-koadjutorja dr. Marjana Turnška, ki je bil zaradi brezizhodne finančne situacije nadškofije, skupaj z ljubljanskim nadškofom dr. Antonom Stresom, ki je bil mariborski koadjutor pred njim, koncem julija 2013 iz Rima pozvan oz. prisiljen odstopiti s položaja. S tem korakom naj bi bil slovenski Cerkvi omogočen nov začetek. Sedež mariborskega nadškofa je bil tako od 31. julija 2013 izpraznjen. Med letoma 2013-15 je kot apostolski administrator nadškofijo upravljal in vodil celjski škof dr. Stanislav Lipovšek. 14. marca 2015 je papež Frančišek imenoval jezuita msgr. Alojzija Cvikla za 62. mariborskega nadškofa metropolita, škofovsko posvečenje novoimenovanega nadškofa je bilo 26. aprila 2015.

## Obseg in upravna ureditev
Ozemlje mariborske nadškofije danes sega na zahodu do Pece na začetku Koroške, preko Pohorja, zavzema celotno Dravsko polje in se konča na vzhodu pri Ljutomerskih goricah. Na severu sega do pogorja Kozjaka in Sladkega vrha in se spušča preko Slovenskih goric do Konjiške gore in Boča na jugu. Sicer pa nadškofija Maribor obsega slabih 20 odstotkov površine Slovenije in meji na murskosoboško, celjsko, graško, krško (celovško) in varaždinsko škofijo. Osrednje romarsko središče je Ptujska gora z baziliko  Marije Zavetnice s plaščem. 

### Pastoralna ureditev
Nadškofija je pastoralnoupravno razdeljena na pet naddekanatov: 
- Bistriško-konjiški naddekanat
- Koroški naddekanat
- Mariborski naddekanat
- Ptujsko-ormoški naddekanat
- slovenjegoriški naddekanat

Na spletni strani Nadškofije Maribor je v zvezi z naddekanati objavljeno: »v smislu preoblikovanja pastoralnih struktur v mariborski nadškofiji mesta naddekanov v obdobju 2021 - 2026 niso zasedena.«  Naddekanati se delijo na dekanije. 
Vseh dekanij v škofiji je 12,  župnij pa je 143 (od 7. aprila 2006). V njih živi več kot 400.000 prebivalcev.

## Splošni podatki o mariborski nadškofiji
- Cerkve in kapele (skupaj): 351
- Župnijske cerkve: 140
- Podružnične cerkve: 149
- Kapele: 60
- Število duhovnikov (škofijskih in redovnih): 210
- Število stalnih diakonov: 4
- Število bogoslovcev: 9
- Moške redovne ustanove: 9
- Ženske redovne ustanove: 10
- Ustanove posvečenega življenja: 2
- Katoliške šole: 1 (gimnazija)